# Gummo (banda sonora)
Gummo es la banda sonora de la película del mismo nombre. El álbum contiene distintos esilos como heavy metal, hardcore punk, black metal, death metal, grindcore, stoner metal y sludge metal. La banda sonora también incluye un poco de metal industrial, dark ambient, Bluegrass, música clásica, y música folk. 

## Lista de canciones
1. Absu - "The Gold Torques Of Ulaid"
2. Eyehategod - "Southern Discomfort|Serving Time In The Middle Of Nowhere"
3. Electric Hellfire Club - "D.W.S.O.B (Devil Worshipping Son Of a Bitch)"
4. Spazz - "Gummo Love Theme"
5. Bethlehem - "Schuld Uns'res Knoch'rigen Faltpferd"
6. Burzum - "Rundgang Um Die Transzendentale Säule Der Singularität"
7. Bathory - "Equimanthorn"
8. Dark Noerd - "Smokin' Husks"
9. Sleep - "Dragonaut"
10. Brujería - "Matando Güeros 97"
11. Namanax - "The Medicined Man"
12. Nifelheim - "Hellish Blasphemy"
13. Mortician - "Skin Peeler"
14. Mystifier - "Give The Human Devil His Due"
15. Destroy All Monsters - "Mom's And Dad's Pussy"
16. Bethlehem - "Verschleierte Irreligiosität"
17. Mischa Maisky - "Suite No.2 For Solo Cello In D Minor Prelude"
18. Sleep - "Sleep's Holy Mountain|Some Grass"
19. Rose Shepherd y Ellen M. Smith - "Jesus Loves Me"

## Otras canciones incluidas en el film
- Burzum - "Rite Of Cleansure"
- Almeda Riddle - "My Little Rooster"
- Buddy Holly - "Everyday"
- Madonna - "Like a Prayer"
- Brighter Death Now - "Little Baby"
- Roy Orbison - "Crying"

- Datos: Q5618211